# Ambassade d'Algérie en Espagne
L'ambassade d'Algérie en Espagne est la représentation diplomatique de l'Algérie en Espagne, qui se trouve à Madrid, la capitale du pays.

## Histoire
En novembre 2023, L'Algérie décide de nommer son ambassadeur auprès de l'Espagne. après une vacance de ce poste depuis le 19 mars 2022.

## Ambassadeurs d'Algérie en Espagne

### Consulats

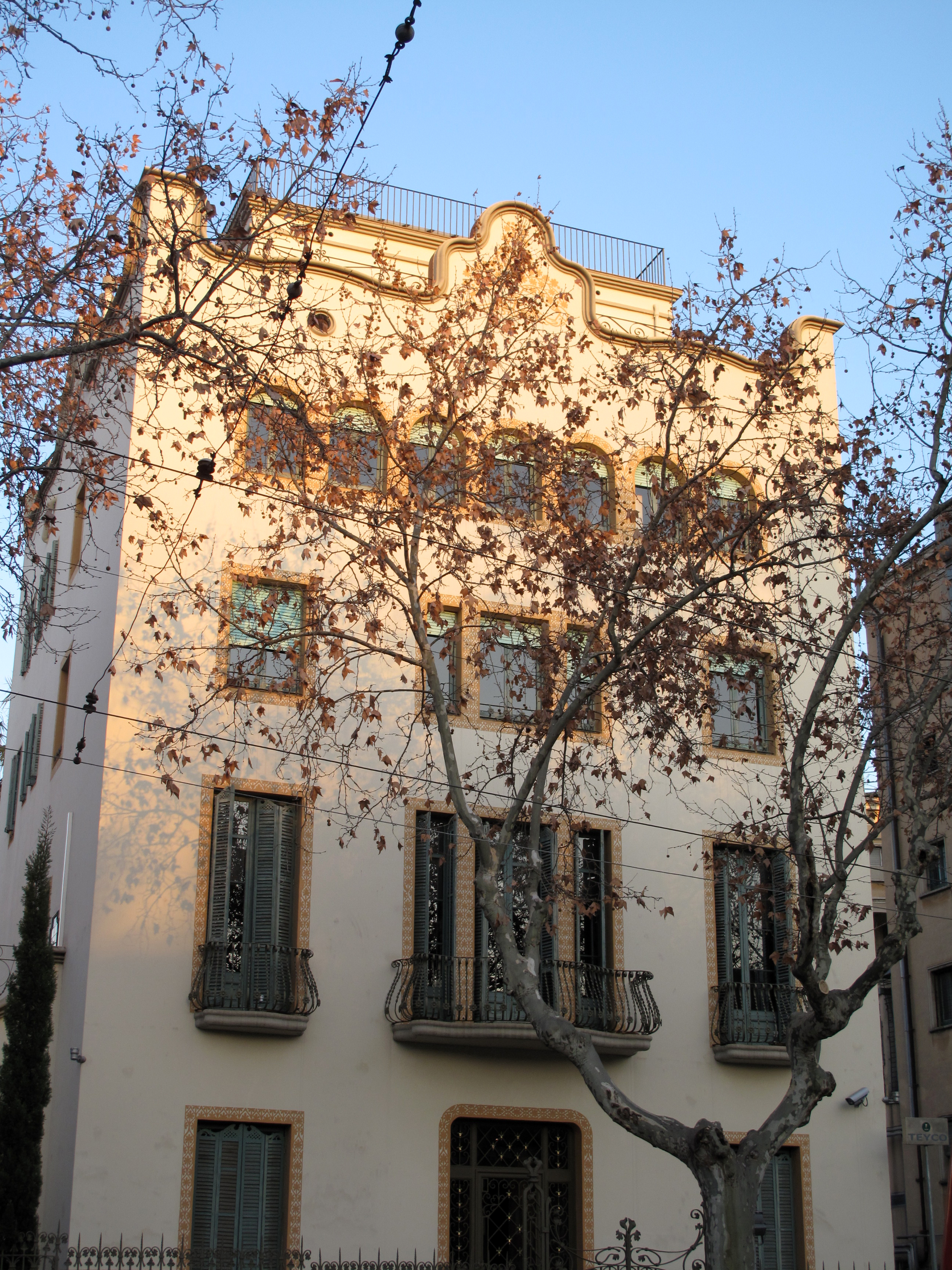
Consulat d'Algérie à Barcelone.

L'Ambassade possède deux consulats, à Barcelone et à Alicante.